# فيليب س. كيندال
فيليب س. كيندال (بالإنجليزية: Philip C. Kendall)‏ هو عالم نفس أمريكي، ولد في 2 مارس 1950 في ميريك في الولايات المتحدة.